# الاتحاد البافاري لكرة القدم
الاتحاد البافاري لكرة القدم (بالألمانية: Bayerischer Fussball-Verband)، هي واحدة من 21 منظمة إقليمية لاتحاد كرة القدم الألماني، DFB، وتغطي ولاية بافاريا.  تم تشكيلها كجمعية مستقلة في 4 فبراير 1949، لكن أصولها تعود إلى عام 1945. 
الاتحاد البافاري هو أيضا جزء من اتحاد جنوب ألمانيا لكرة القدم، (SFV)، أحد الاتحادات الإقليمية الخمس في ألمانيا.  الأعضاء الآخرون في SFV هم اتحادات كرة القدم في بادن، هيسن، جنوب بادن، وفورتمبرغ. وهي أكبر الاتحادات الإقليمية الخمس ومقرها في ميونيخ.

## الدوريات
| مجموعة       | الدوري                           | الطبقة |
| رجال         | بايرن ليغا                       | الخامس |
| نساء         | بايرن ليجا سيدات                 | IV     |
| تحت 19 أولاد | تحت 19 Bayernliga                | II     |
| تحت 17 صبيا  | تحت 17 Bayernliga                | II     |
| تحت 17 فتاة  | فتيات تحت سن 17 سنة              | أنا    |
| تحت 15 صبية  | تحت 15 بايرن ليجا 1              | II     |
| تحت 15 فتاة  | الفتيات تحت 17 Bezirksoberliga 2 | أنا    |
| تحت 13 فتى   | تحت 13 Bezirksoberliga           | أنا    |

- 1 في شعبتين إقليميتين.
- 2 موجود فقط في بعض المناطق.